# Ingolsheim
Ingolsheim es una localidad y comuna francesa, situada en el departamento de Bajo Rin en la región de Alsacia.
El municipio se encuentra en el parque natural Regional de los Vosgos del Norte.

Ingolsheim se localiza entre las localidades de Soultz-sous-Forêts y Wissembourg, en el norte de la región. Atravesada por el curso del río Bremmelbach, limita con las comunas de Cleebourg, Hunspach, Riedseltz y Seebach.

## Historia
El topónimo Ingoldeshaha se menciona en una carta imperial de 967 firmada por el emperador Otón II. 
La Reforma protestante se impone en 1558 y un templo simultaneum se mantuvo en vigor hasta que en 1900 se construyó también una iglesia para el culto católico.
Durante la Segunda Guerra Mundial el pueblo sufrió las consecuencias debido a su proximidad a la línea Maginot y en particular, al fortín de Schoenenbourg. Sus habitantes fueron evacuados al interior del departamento de Alto Vienne, y albergados en la localidad de Bessines-sur-Gartempe.
| 204 | 204 | 198 | 199 | 250 | 269 |
| Para los censos de 1962 a 1999 la población legal corresponde a la población sin duplicidades (Fuente: INSEE [Consultar]) |     |     |     |     |     |